# KineticNovel
KineticNovel (キネティックノベル Kinetikku Noberu) là một thương hiệu của hãng phát triển phần mềm Visual Art's ở Nhật Bản. Visual novel được sản xuất dưới nhãn hiệu KineticNovel không mang phong cách truyền thống của các sản phẩm cùng loại, khi mà nó không đưa ra bất kì sự lựa chọn nào cho người chơi để hướng cốt truyện đi theo nhiều ngã rẽ, và dẫn đến chỉ có một kết thúc duy nhất. Những visual novel dạng này gọi là "kinetic novel" để biểu thị rằng cốt truyện sẽ tự động đi theo một hướng nhất định đã có kịch bản sẵn mà không cần có sự tương tác của người chơi. Người chơi có thể chọn cách ấn nút đi tiếp khi đã đọc xong những dòng chứ xuất hiện trên màn hình, hoặc đặt ở chế độ chơi tự động và chỉ việc ngồi thưởng thức câu chuyện. Chính vì điều này mà những game thủ không thật sự đang chơi một trò chơi điện tử, chính xác hơn là họ giống như đang nghe CD nhạc hay xem phim DVD. Đa số trò chơi của KineticNovel chứa nội dung dành cho người lớn và có tính chất tình dục, mặc dù một số sản phẩm dành cho mọi lứa tuổi cũng được phát triển, chẳng hạn như planetarian ~Chiisana Hoshi no Yume~ của Key.
Công ty phân phối sản phẩm của họ thông qua việc tải về từ mạng internet. Tuy nhiên, cũng có một số trường hợp chúng được chuyển sang chơi trên các hệ máy consoles, như đã thực hiện với planetarian khi nó được Prototype chuyển sang chơi trên PlayStation 2.

## Kinetic novel
- planetarian ~Chiisana Hoshi no Yume~, Phát hành 29 tháng 11 năm 2004
- Maiden Halo, Phát hành 7 tháng 1 năm 2005
- Kare to Ano Made: White Labyrinth, Phát hành 15 tháng 2 năm 2005
- Trance Kiss, Phát hành 28 tháng 3 năm 2005
- Shinkyoku Sōkai Polyphonica, Phát hành 8 tháng 8 năm 2005
- Kare to Ano Made: Saikon Kazoku Hen, Phát hành 13 tháng 2 năm 2006
- Fushigi no Kuni no Kanojo, Phát hành 6 tháng 3 năm 2006
- Beni Hime, Phát hành 3 tháng 4 năm 2006
- Meitantei Shikkaku na Kanojo, Phát hành 28 tháng 8 năm 2009